# Matt Bevin
Matthew Griswold (Matt) Bevin (Denver, 9 januari 1967) is een Amerikaanse politicus van de Republikeinse Partij. Tussen 2015 en 2019 was hij gouverneur van de Amerikaanse staat Kentucky.

## Biografie
Bevin werd geboren in Colorado en groeide op in New Hampshire. Na de middelbare school ging hij studeren aan de Washington and Lee University in Virginia, waar hij deels werd opgeleid voor het Amerikaans leger. Tijdens zijn toelatingsexamen studeerde hij enige tijd in Japan en behaalde in 1989 zijn Bachelor of Arts. Na een 6000 kilometer lange fietsreis van Oregon naar Florida, diende Bevin vervolgens vier jaar als kapitein in het leger.
Vanaf 1993 werkte Bevin enkele jaren als zakenman en financieel adviseur in Pennsylvania en Boston. In 1999 vestigde hij zich uiteindelijk in Louisville, Kentucky, waar hij politiek actief werd.

### Politieke activiteiten
In 2013 stelde Bevin zich kandidaat voor de zetel van Kentucky in de Amerikaanse senaat. Hij daagde hiermee zijn partijgenoot en zittend senator Mitch McConnell uit, die de functie op dat moment al dertig jaar in handen had. Bevin, die vond dat McConnell niet conservatief genoeg was, kreeg in zijn campagne steun van de Tea Party-beweging, maar verloor de Republikeinse voorverkiezing met ruim verschil.
Op 27 januari 2015, de laatste dag dat inschrijving mogelijk was, maakte Bevin bekend mee te doen aan de gouverneursverkiezingen in Kentucky. Hij werd de Republikeinse kandidaat nadat hij in de voorverkiezing zijn partijgenoot James Comer met slechts 83 stemmen verschil had verslagen. Op 3 november 2015 nam hij het in de algemene verkiezingen op tegen de Democratische politicus Jack Conway. Met een verschil van 9% slaagde Bevin erin de verkiezing te winnen en werd zo verkozen tot gouverneur. Op 8 december 2015 volgde hij de Democraat Steve Beshear op, die acht jaar lang gouverneur van Kentucky was. De luitenant-gouverneur onder Bevin werd Jenean Hampton, de eerste zwarte vrouw met een dergelijke hoge functie in Kentucky.
Tijdens zijn gouverneurschap zorgde Bevin meermaals voor beroering door het nemen van controversiële maatregelen. Zo werd abortus in Kentucky ingeperkt en de verplichte vergunning voor wapenbezit afgeschaft. Ook voerde hij Right to work-wetgeving in. De hevigste kritiek kreeg Bevin echter vanwege zijn bezuinigingen op onderwijs en de herziening van het pensioensysteem. Demonstraties hiertegen versterkten zijn offensieve houding jegens de onderwijssector alleen maar verder. Nadien werd hij in diverse peilingen onder de minst populaire gouverneurs van de Verenigde Staten geschaard.
In 2019 stelde Bevin zich herkiesbaar voor een tweede ambtstermijn. Ongeacht de steun van president Trump, die in Kentucky relatief populair is, had hij echter veel aanhang verloren. Hij werd dan ook niet herkozen en verloor de verkiezingen van de Democraat Andy Beshear, een zoon van Bevins voorganger Steve Beshear. Aangezien de verschillen zeer nipt waren, werd door Bevin een controle van de uitslagen bedongen, maar deze leverde geen ander resultaat op. Beshear nam het gouverneurschap van Kentucky over op 10 december 2019.

### Persoonlijk leven
Matt Bevin is getrouwd en kreeg zes biologische kinderen. Zijn oudste dochter overleed op 17-jarige leeftijd na een auto-ongeluk; ter herinnering aan haar richtte Bevin een organisatie op die geld inzamelt voor nationale en internationale short-term missions voor scholieren.
In 2011 haalde Bevin al zijn kinderen van school om een jaar te gaan rondreizen door de Verenigde Staten. Hierbij werden leerzame en historische plaatsen bezocht zoals het National Civil Rights Museum in Memphis. Een aanvraag om een pleegkind uit Kentucky in het gezin op te nemen werd geweigerd, omdat het gezin al vijf kinderen telde. In 2012 adopteerde Bevin vervolgens vier kinderen uit Ethiopië, allen tussen de 2 en 10 jaar oud. Bevins kinderen gaan niet naar school maar volgen thuisonderwijs.
- Gemeinsame Normdatei: 1256836249
- Virtual International Authority File: 39165264780810192316